# Hortence Lougué
Hortence Lougué is een vrouwelijke mensenrechtenactivist en uitvoerend directeur van l’Association d’Appui et d’Eveil Pugsada (ADEP), een niet-gouvernementele organisatie die zich bezighoudt met het verbeteren van de wettelijke en sociaaleconomische status van vrouwen en meisjes in Burkina Faso.

## Activisme
ADEP heeft als doelstelling om gendergerelateerd geweld, gearrangeerde huwelijken en vrouwelijke genitale verminking te voorkomen. Lougué heeft de organisatie in 1995 opgericht naar aanleiding van haar eigen ervaringen met ongelijkheid en onrechtvaardigheid. ADEP is gevestigd in het Ouagalese district van Kalghondin, niet ver van de hoofdstad van Burkina Faso. De organisatie is echter actief door het hele land en werkt samen met scholen en lokale autoriteiten. Daarnaast heeft het een centrum opgericht voor vrouwen en meisjes die slachtoffer zijn geworden van zaken als gearrangeerde huwelijken of huiselijk geweld. Door het hele land werken meer dan 15 mensen namens ADEP aan het verbeteren van de rechten van vrouwen en meisjes.

## Samenwerkingen
In mei 2016 was Hortence Lougué te zien in de tentoonstelling 'BURKINA FASO: On The Frontline Of The Struggle For Sexual Health And Rights In Burkina Faso', georganiseerd door Make Every Woman Count. In november 2018 nam zij mee aan het World Forum for Democracy. ADEP werkte ook samen met Amnesty International voor de campagne My Body My Rights.